# Syzygium mauritsii
Syzygium mauritsii là một loài thực vật có hoa trong Họ Đào kim nương. Loài này được ined. mô tả khoa học đầu tiên năm 2008.